# This Godless Endeavor
Albums de Nevermore
Enemies of Reality
(2003) The Obsidian Conspiracy
(2010)
This Godless Endeavor est le sixième album du groupe de heavy metal Nevermore sorti en 2005.

## Liste des titres
1. Born – 5:05
2. Final Product – 4:21
3. My Acid Words – 5:41
4. Bittersweet Feast – 5:01
5. Sentient 6 – 6:58
6. Medicated Nation – 4:01
7. The Holocaust of Thought – 1:27
8. Sell My Heart For Stones – 5:18
9. The Psalm of Lydia – 4:16
10. A Future Uncertain – 6:07
11. This Godless Endeavor – 8:55

## Histoire
On peut noter que le titre "A Future Uncertain" a des paroles très similaire au titre "World Unborn" de leur démo de 1992, bien que la musique soit complètement différente.
Au milieu de la chanson "Sentient 6" on peut entendre un message en fond sonore: "I am the bringer of the end, fear me, I am the beast that is technology". "Sentient 6" se réfère à un robot ou à un androïde qui a été programmé pour anéantir l'humanité, mais envie en fait les humains pour leur émotion et leur âme. Le contenu est paradoxal et écrit du point de vue de la machine. La chanson reprend aussi des textes du titre "The Learning" de l'album The Politics of Ecstasy. En outre, il semble y avoir de nombreux parallèles avec l'histoire de V'Ger de Star Trek, le film.

## Crédits
- Warrel Dane - Chant
- Jeff Loomis - Guitare
- Steve Smyth - Guitare
- Jim Sheppard - Basse
- Van Williams - Batterie
- Andy Sneap - Production, Engineering, Mixage, Mastering
- James Murphy - solo de guitare sur la 7e piste.
- Hugh Syme - Couverture de l'album
- Olle Carlsson - Photographie du groupe et du fond
- Stefan Wibbeke - Conception du livret et mise en page